# Koszary w Wojciechowicach
Koszary w Wojciechowicach – kompleks koszarowy znajdujący się na terenie Wojciechowic (Ostrołęki).

## Charakterystyka
Kompleks koszarowy w Wojciechowicach wybudowany został w latach 1886–1900 jako Obóz Niżegorodzki. Koszary obejmowały rejon dzisiejszych (2019) ulic w Ostrołęce: Wojska Polskiego – 5 pułku ułanów – Pięknej – Partyzantów – Koszarowej – Czwartaków. Dominowała w nich zabudowa murowana, choć część budynków była drewniana, a kilka z nich to obiekty drewniane z murowanymi klatkami schodowymi. Szacowano, że kompleks mógł pomieścić około 1500 ludzi i 888 koni. Jego południowo-zachodnią część zajmował 22 Niżegorodzki pułk piechoty, część południowo-wschodnią 6 Głuchowski Pułk Dragonów,  a północną – 10 batalion saperów. 
Kompleks w Wojciechowicach w przededniu I wojny światowej posiadał 21 budynków murowanych, w tym: 8 koszarowych, 7 mieszkalnych, pralnię, lecznicę dla koni i magazyn. Wyposażony był w  instalacje kanalizacyjne i grzewcze, oświetlenie zapewniały lampy naftowe. W kompleksie znajdowały się dwie cerkwie, jedna wyświęcona w 1904, a druga, wybudowana w czasach carskich w 1890, w czasie wojny służyła jako lazaret, a po odzyskaniu niepodległości jako kościół parafialny św. Wojciecha Biskupa. 

W okresie I wojny światowej, od listopada 1916 do lipca 1917, stacjonował w Wojciechowicach1 pułk ułanów Legionów Polskich.
Po wojnie polsko-bolszewickiej kompleks przejęło Wojsko Polskie, a pierwotne przeznaczenie wielu obiektów uległo zmianie. Budynek dowództwa rosyjskiej dywizji został adaptowany na kasyno podoficerskie, obszerny budynek mieszkalny zajęły: dowództwo pułku, kasyno oficerskie, a część przeznaczono na mieszkania kadry. Drewniane baraki stały się koszarowcami i magazynami, murowane budynki po rosyjskiej kawalerii i piechocie dostosowano do potrzeb szwadronów liniowych.
26 maja 1921 do zabudowań po południowej stronie szosy wprowadził się 5 pułk Ułanów Zasławskich, a po stronie północnej zakwaterowały się baterie 12 dywizjonu artylerii konnej. Po rozformowaniu 12 dak, w 1937 jego miejsce zajął 1 szwadron pionierów oraz 3 bateria 14 dywizjonu artylerii konnej (była 2/12 dak). Stacjonowało tu także dowództwo XII Brygady Kawalerii i komenda placu. Willa dowódcy pułku i część mieszkań kadry mieściła się poza obrębem koszar.
Po II wojnie światowej koszary początkowo pozostawały w użytkowaniu wojska. W 1950 cały kompleks przekazano Centralnemu Zarządowi Przemysłu Papierniczego i wybudowano na nim Fabrykę Celulozy i Papieru. 
Do dziś (2019) najlepiej zachowała się część północna kompleksu (ul. Fabryczna). Po stronie południowej (ul. Wojska Polskiego) stoi były kościół garnizonowy  oraz budynek dowództwa pułku i kasyna. W tym ostatnim znajduje się poczta, urząd miar i mieszkania. Przy ulicy Pułaskiego zachował się też mniejszy koszarowiec byłej szkoły podoficerskiej 5 puł. i plutonów: łączności i trębaczy, oraz budynek plutonu gospodarczego, łaźnia i inne mniejsze. Zagrożony całkowitym zniszczeniem jest jedyny zachowany budynek drewniano-ceglany – dawne mieszkania podoficerskie. 